# Frank Forberger
Frank Forberger (5. března 1943, Míšeň – 30. září 1998, Míšeň) byl východoněmecký veslař. Dvakrát se stal na čtyřce bez kormidelníka olympijským vítězem, v roce 1968 v Ciudad de México a v roce 1972 v Mnichově.